# Agustín Rosety Fernández de Castro
Agustín Rosety Fernández de Castro (Cádiz, 26 de marzo de 1947) es un militar retirado y antiguo militante y político del partido Vox.

## Biografía
Nacido en Cádiz el 1947, está casado y tiene dos hijos. Durante su trayectoria militar, Rosety ha sido subdirector general de reclutamiento y se retiró como General de Brigada del Cuerpo de Infantería de Marina. Asimismo, es licenciado en Derecho, y diplomado en Estado Mayor y en Operaciones Especiales. A su actividad en las Fuerza Armadas se añade la que, en diversas etapas, también trabajó para el Órgano Central del Ministerio de Defensa (España) como jefe del órgano de dirección de la Dirección General de Política de Defensa y subdirector general de Tropa y Marinería. Asimismo, también ha sido profesor de la Escuela de Guerra Naval y de la Escuela de Infantería de Marina General Albacete Fuster. Durante la mayor parte de sus cuarenta años en la Armada, Agustín Rosety ha servido en la Brigada de Infantería de Marina y ejercido el mando de unidades de Operaciones Especiales, Infantería y Artillería, así como sucesivos destinos de Estado Mayor.
Es académico de número de la Real Academia Hispano Americana de Ciencias, Artes y Letras, caballero de la Orden del Santo Sepulcro de Jerusalén y miembro de la Asociación Católica de Propagandistas.
Fue cabeza de lista por la provincia de Cádiz en las elecciones generales de abril de 2019 por Vox, siendo elegido diputado, escaño que revalidaría en las elecciones generales de noviembre de 2019. Es miembro de las comisiones de Asuntos Exteriores, de Defensa y Mixta para la Unión Europea.
En agosto de 2019 defendió que se presionara en el territorio británico de Gibraltar aprovechando el Brexit. Acusó al territorio británico de «parasitar y empobrecer» a España. Por este hecho fue condenado por el Tribunal Supremo de Gibraltar a pagar una multa de 20.000 libras a Fabian Picardo, ministro principal de Gibraltar.  Asimismo, unos días más tarde, acusó al presidente del gobierno en funciones Pedro Sánchez de «tráfico ilícito de personas» en relación con el ofrecimiento del puerto de Algeciras para acoger a inmigrantes del barco Open Arms.